# Hagenhill
Hagenhill ist ein Ortsteil des Marktes Altmannstein im oberbayerischen Landkreis Eichstätt.

## Lage
Das Pfarrdorf liegt auf circa 415 Meter Meereshöhe in einer von Ackerbau geprägten Senke, die von waldreichen Höhenzügen umgeben ist, an der Kreuzung der Straßen Altmannstein – Laimerstadt (Kreisstraße 33) und Schwabstetten – Tettenwang (Kreisstraße 32).

## Geschichte
Am Waldweg nach Laimerstadt liegen vorgeschichtliche Hügelgräber.
Hagenhill liegt etwa 400 Meter südlich des 259 nach Christus zerstörten römischen Grenzwalls rätischer Limes, der durch die Flur zog und in einem Wäldchen noch als Schuttwall erkennbar ist.
Im Jahr 972 wurde „Hagenhuli“ erstmals urkundlich erwähnt. Das Dorf hatte in seiner wechselvollen Geschichte viele Herrscher, darunter das Adelsgeschlecht von Hagenhüle (1120 wurde ein „Fritele von Haginhule“ genannt (von Burg Hagenhill)), im 14. Jahrhundert die Altmannsteiner Pfleger Geben und die Pförringer, bis 1438 die Abensberger, dann die Egloffsteiner und ab 1557 die Muggenthaler. Ein Schloss ist noch auf einer Karte von Philipp Apian von 1568 eingetragen. In der Zeit nach 1400 war Hagenhill eine Hofmark, die zum Schloss Hexenagger gehörte; im 17. Jahrhundert wurde sie an den Kurfürsten von Bayern zurückgegeben.
Das Dorf wurde mehrmals gebrandschatzt, 1446 durch die Nürnberger und in den Jahren 1632, 1633 und 1648. 1676 wohnten nur noch 98 Menschen im Dorf; 1830 war die Zahl in 54 Höfen auf 235 angewachsen. 1791 wurde die Krämerin Johanna Fischer von Hagenhill wegen Ermordung ihres zweiten Ehemannes in Abensberg hingerichtet. 1939 wohnten 420 Menschen in Hagenhill.
In früheren Zeiten wurde im Tagabbau Eisenerz gewonnen.
Am 1. Juni 1928 wurde ein Teil der aufgelösten Gemeinde Schwabstetten eingegliedert.
In den 1960er Jahren wurde eine Flurbereinigung durchgeführt. 1967 wurde das Dorf durch die Siedlung am Limes erweitert. Bei der bayerischen Gebietsreform kam Hagenhill am 1. Juli 1972 aus dem aufgelösten oberpfälzischen Landkreis Riedenburg in den oberbayerischen Landkreis Eichstätt. Am 1. Mai 1978 erfolgte die Eingemeindung in den Markt Altmannstein.
Mehrere Vereine prägen das Dorfleben; 1981 errichtete der Schützenverein Hadrian Hagenhill ein Schützenhaus. 1983 gab es mit 472 Einwohnern noch 17 landwirtschaftliche Vollerwerbsbetriebe. Am 15. März 2007 hatte der Ort 407 Einwohner.

## Pfarrkirche

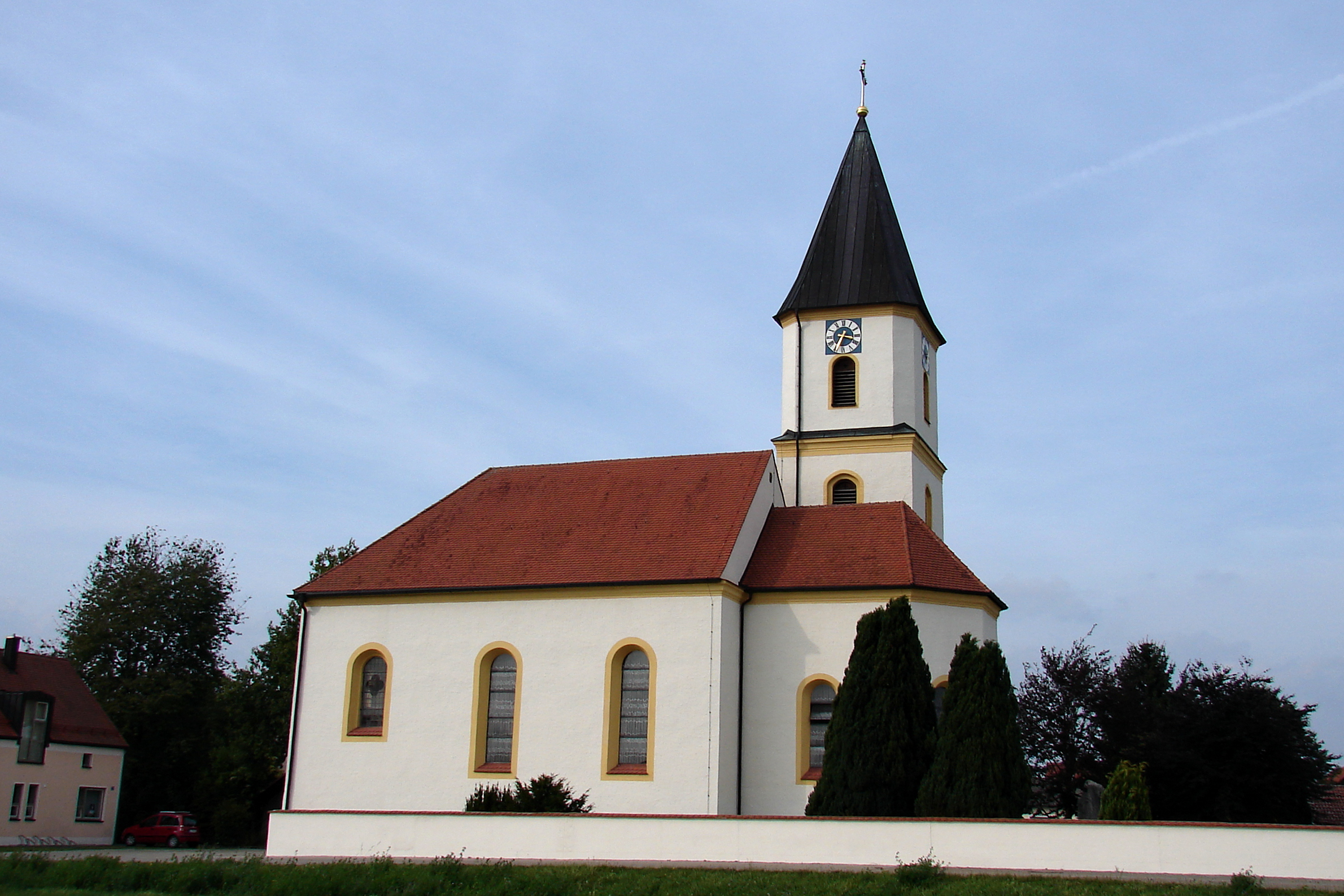
Pfarrkirche St. Peter und Paul

Die katholische Pfarrkirche am Ortsrand, die St. Peter und Paul geweiht ist, wurde unter Verwendung des Turms der Vorgängerkirche 1888 neu erbaut und war neuromanisch ausgestattet. Sie birgt ein Gemälde der Anbetung der Heiligen Drei Könige aus dem Ende des 16. Jahrhunderts. Auf der Nordseite befinden sich zwei Grabsteine der Geben und Pförringer.

## Namensgebung
Hagenhill ist von „Hagenhuli“ abgeleitet. Hag bedeutet Wald. Die Endung „-hill“ weist dabei auf eine frühere Hüll hin und wurde im Laufe der Jahre abgewandelt (siehe auch Breitenhill und Schafshill).

## Sonstiges
Durch Hagenhill führt der 170 bzw. 155 km lange Radwanderweg Via Raetica, der der historischen Via Raetia folgt.
Durch den Ort führt auch der Deutsche Limes-Radweg. Dieser  folgt dem Obergermanisch-Raetischen Limes über 818 km von Bad Hönningen am Rhein bis Regensburg an der Donau.
Auch die Deutsche Limes-Straße und der Limeswanderweg verlaufen durch Hagenhill.